# Pallacanestro Olimpia Milano 2008-2009
Questa voce raccoglie le informazioni riguardanti la Pallacanestro Olimpia Milano nelle competizioni ufficiali della stagione 2008-2009.

## Stagione
La stagione 2008-2009 della Pallacanestro Olimpia Milano, sponsorizzata Armani Jeans, è la 76ª nel massimo campionato italiano di pallacanestro, la Serie A.
Questa stagione è la prima dopo l’acquisto, nel giugno 2008, da parte del gruppo Armani. Presidente Livio Proli, nuovo è il general manager, Lucio Zanca, arrivato dalla Sutor Montegranaro, e nuovo è l’allenatore, Piero Bucchi proveniente da Napoli.
Dopo un avvio incerto in campionato che non le permette di qualificarsi per le "Final eight" di Coppa Italia, l’Olimpia riesce a superare la regular season di Eurolega classificandosi terza su sei squadre del proprio girone con 5 partite vinte su 10. Successivamente è eliminata dalla competizione classificandosi terza (su quattro) nel suo girone nelle TOP16 con 2 partite vinte su 6.
La squadra termina al 6º posto la regular season. Nei playoff elimina Teramo nei quarti e Biella in semifinale raggiungendo la finale dove viene sconfitta dalla Montepaschi Siena di Pianigiani perdendo tutte e quattro le partite della serie.

## Verdetti stagionali
Competizioni nazionali
- Serie A:
  - stagione regolare: 6º posto su 16 squadre (17-13);
  - playoff: eliminazione in finale contro Siena (0-4);

Competizioni internazionali
- Eurolega:
  - regular season: 3º su 6 squadre girone D (5 partite vinte su 10);
  - Top 16: 3º su 4 squadre girone E (2 partite vinte su 6) eliminata

## Organigramma societario
Area Dirigenza
- Presidente: Livio PROLI
- General Manager: Lucio ZANCA
- Direttore Sportivo: Gianluca PASCUCCI
- Segretaria Generale: Cinzia LAURO
- Resp. Comunicazione: Matteo MANTICA
- Direttore Marketing: Davide GHIONE
- Segreteria e ticketing: Barbara ZONCADA e Giorgio SCOPECE
- Addetto agli Arbitri: Gianluca SOLANI
- Resp. sito Internet: Matteo MANTICA
- Resp. Tecnico Sett. Giovanile: Mario FIORETTI
- Resp. Statistiche: Gianni VILLA

Area Tecnica
- Allenatore:  Piero Bucchi
- Assistente:  Guido Saibene
- Assistente:  Mario FIORETTI
- Preparatore Atletico: Renzo COLOMBINI
- Medico Sociale: Bruno Carù
- Medico Sociale: Stefano RIBOLDI
- Medico Sociale: Stefano ROSSI
- Fisioterapista: Attilio COLOMBO

## Roster
Aggiornato al 17 dicembre 2021.
| Armani Jeans Milano 2008-2009 | Armani Jeans Milano 2008-2009 |
| Giocatori                     | Staff tecnico                 |
| ----------------------------- | ----------------------------- |

| N. | Naz.                                       | Ruolo | Nome                | Anno | Alt.   | Peso   |  |
| -- | ------------------------------------------ | ----- | ------------------- | ---- | ------ | ------ |  |
| 5  | Italia (bandiera)                          | P     | Massimo Bulleri     | 1977 | 188 cm | 85 kg  |  |
| 6  | Argentina (bandiera) · Italia (bandiera)   | P     | Ariel Filloy        | 1987 | 190 cm | 85 kg  |  |
| 7  | Stati Uniti (bandiera)                     | AG    | Mike Hall           | 1984 | 203 cm | 103 kg |  |
| 8  | Senegal (bandiera)                         | C     | Pape Sow            | 1981 | 208 cm | 115 kg |  |
| 9  | Italia (bandiera)                          | G     | Marco Mordente (C)  | 1979 | 190 cm | 85 kg  |  |
| 10 | Italia (bandiera)                          | PG    | Luca Vitali         | 1986 | 201 cm | 85 kg  |  |
| 11 | Stati Uniti (bandiera)                     | G     | Jobey Thomas        | 1980 | 194 cm | 90 kg  |  |
| 12 | Stati Uniti (bandiera) · Italia (bandiera) | C     | Richard Mason Rocca | 1977 | 202 cm | 100 kg |  |
| 13 | Stati Uniti (bandiera)                     | P     | Hollis Price        | 1979 | 186 cm | 88 kg  |  |
| 14 | Stati Uniti (bandiera)                     | GA    | David Hawkins       | 1982 | 195 cm | 95 kg  |  |
| 15 | Lituania (bandiera)                        | AG    | Mindaugas Katelynas | 1983 | 204 cm | 108 kg |  |
| 16 | Serbia (bandiera) · Italia (bandiera)      | AG    | Marko Mićević       | 1989 | 201 cm | 100 kg |  |
| 18 | Italia (bandiera)                          | C     | Denis Marconato     | 1975 | 211 cm | 115 kg |  |
| 19 | Stati Uniti (bandiera) · Italia (bandiera) | C     | Joey Beard          | 1975 | 210 cm | 110 kg |  |
| 20 | Francia (bandiera)                         | G     | Yohann Sangaré      | 1983 | 193 cm | 80 kg  |  |
| 23 | Stati Uniti (bandiera) · Italia (bandiera) | C     | Maurice Taylor      | 1976 | 206 cm | 118 kg |  |
| -  | Italia (bandiera)                          | GA    | Federico Arioli     | 1990 | 197 cm |        |  |
| -  | Italia (bandiera)                          | GA    | Davide Marelli      | 1991 | 195 cm |        |  |
| -  | Italia (bandiera)                          | A     | Jacopo Mercante     | 1990 | 197 cm | 90 kg  |  |

| Allenatore                                                                                   |
| - Piero Bucchi                                                                               |
| Assistente/i                                                                                 |
| - Mario Fioretti - Guido Saibene Legenda - (C) Capitano - (IN) Inattivo - Infortunato Roster |

## Mercato
Perso Danilo Gallinari, che ha trovato posto nella NBA, l'Olimpia acquisisce il playmaker Luca Vitali, la guardia Jobey Thomas, David Hawkins (da Roma), il centro Pape Sow (da Rieti) e l'ala americana Mike Hall. Inoltre a stagione in corso arrivano il playmaker Hollis Price, l'ex NBA Maurice Taylor e Denis Marconato.

### Sessione estiva
| Acquisti | Acquisti            | Acquisti           | Acquisti      | Acquisti |
| R.       | Nome                | da                 | Modalità      |          |
| -------- | ------------------- | ------------------ | ------------- | -------- |
| C        | Pape Sow            | Sopot              | definitivo    |          |
| G        | Marco Mordente      | Pall. Treviso      | definitivo    |          |
| AG       | Mike Hall           | V.L. Pesaro        | definitivo    |          |
| GA       | David Hawkins       | Virtus Roma        | definitivo    |          |
| P        | Massimo Bulleri     | Virtus Bologna     | fine prestito |          |
| G        | Jobey Thomas        | Sutor Montegranaro | definitivo    |          |
| C        | Joey Beard          | Veroli Basket      | definitivo    |          |
| PG       | Luca Vitali         | Sutor Montegranaro | definitivo    |          |
| C        | Richard Mason Rocca | Basket Napoli      | definitivo    |          |
| G        | Yohann Sangaré      | ASVEL              | definitivo    |          |
| P        | Ariel Filloy        | Crabs Rimini       | definitivo    |          |
| G        | Pietro Aradori      | Virtus Roma        | fine prestito |          |
| PG       | Sam Van Rossom      | Ostenda            | definitivo    |          |

| Cessioni | Cessioni            | Cessioni          | Cessioni       | Cessioni |
| R.       | Nome                | a                 | Modalità       |          |
| -------- | ------------------- | ----------------- | -------------- | -------- |
| P        | Fabio Di Bella      | Juvecaserta       | fine contratto |          |
| C        | Travis Watson       | H. Gerusalemme    | fine contratto |          |
| G        | Giuliano Maresca    | Pall. Treviso     | fine prestito  |          |
| AP       | Danilo Gallinari    | N.Y. Knicks       | fine contratto |          |
| GA       | Dušan Vukčević      | Virtus Bologna    | fine contratto |          |
| C        | Casey Shaw          | V.L. Pesaro       | fine contratto |          |
| P        | Anthony Giovacchini | Pall. Cantù       | fine contratto |          |
| G        | Pietro Aradori      | Pall. Biella      | fine contratto |          |
| AG       | Ansu Sesay          | Alba Berlino      | fine contratto |          |
| P        | Melvin Booker       |                   | ritirato       |          |
| PG       | Stefano Gentile     | Cestistica Ostuni | fine contratto |          |
| PG       | Sam Van Rossom      | V.L. Pesaro       | prestito       |          |

### Dopo l'inizio della stagione
| Acquisti | Acquisti        | Acquisti      | Acquisti        | Acquisti   |
| R.       | Nome            | da            | Data            | Modalità   |
| -------- | --------------- | ------------- | --------------- | ---------- |
| P        | Hollis Price    | Dinamo Mosca  | 30 gennaio 2009 | definitivo |
| C        | Maurice Taylor  | Free agent    | 16 marzo 2009   | definitivo |
| C        | Denis Marconato | San Sebastián | 7 maggio 2009   | definitivo |

| Cessioni | Cessioni        | Cessioni      | Cessioni         | Cessioni |
| R.       | Nome            | a             | Data             | Modalità |
| -------- | --------------- | ------------- | ---------------- | -------- |
| P        | Massimo Bulleri | Pall. Treviso | 18 febbraio 2009 | prestito |
| P        | Ariel Filloy    | Triboldi      | 26 marzo 2009    | prestito |

## Risultati

### Serie A

#### Stagione regolare

##### Girone d'andata
| Arbitri: | Facchini Tola Martolini |

|                    |            |              |
| Stefano Sacripanti | Allenatori | Piero Bucchi |

| Arbitri: | Paternicò Mattioli Tullio |

|              |            |                 |
| Piero Bucchi | Allenatori | Renato Pasquali |

| Arbitri: | Sahin Taurino Filippini |

|                 |            |              |
| Fabrizio Frates | Allenatori | Piero Bucchi |

| Arbitri: | Facchini Duranti Sardella |

|              |            |                    |
| Piero Bucchi | Allenatori | Alessandro Finelli |

| Arbitri: | Cerebuch Pozzana Tullio |

|               |            |              |
| Giorgio Valli | Allenatori | Piero Bucchi |

| Arbitri: | Taurino Chiari Martolini |

|              |            |               |
| Piero Bucchi | Allenatori | Luca Dalmonte |

| Arbitri: | Sabetta Mattioli Filippini |

|                |            |              |
| Zare Markovski | Allenatori | Piero Bucchi |

| Arbitri: | Seghetti Begnis Sardella |

|              |            |            |
| Piero Bucchi | Allenatori | Lino Lardo |

| Arbitri: | D'Este Reatto Crescenti |

|              |            |              |
| Piero Bucchi | Allenatori | Attilio Caja |

| Arbitri: | Cerebuch Taurino Capurro |

|                   |            |              |
| Andrea Capobianco | Allenatori | Piero Bucchi |

| Arbitri: | Pozzana Chiari Tullio |

|              |            |                 |
| Piero Bucchi | Allenatori | Cesare Pancotto |

| Arbitri: | Paternicò Duranti Ursi |

|               |            |              |
| Oktay Mahmuti | Allenatori | Piero Bucchi |

| Arbitri: | Lamonica Sabetta Quacci |

|              |            |                    |
| Piero Bucchi | Allenatori | Ferdinando Gentile |

| Arbitri: | Sahin Giansanti Caiazza |

|              |            |            |
| Piero Bucchi | Allenatori | Luca Bechi |

| Arbitri: | Facchini Mattioli Ramilli |

|                   |            |              |
| Simone Pianigiani | Allenatori | Piero Bucchi |

##### Girone di ritorno
| Arbitri: | Paternicò Reatto Ursi |

|              |            |                    |
| Piero Bucchi | Allenatori | Stefano Sacripanti |

| Arbitri: | Sahin Chiari Duranti |

|                   |            |              |
| Matteo Boniciolli | Allenatori | Piero Bucchi |

| Arbitri: | Lamonica Giansanti Gori |

|              |            |                 |
| Piero Bucchi | Allenatori | Fabrizio Frates |

| Arbitri: | D'Este Taurino Ramilli |

|                    |            |              |
| Alessandro Finelli | Allenatori | Piero Bucchi |

| Arbitri: | Mattioli Chiari Barni |

|              |            |               |
| Piero Bucchi | Allenatori | Giorgio Valli |

| Arbitri: | Facchini Sabetta Gori |

|               |            |              |
| Luca Dalmonte | Allenatori | Piero Bucchi |

| Arbitri: | Tola Giansanti Ursi |

|              |            |                |
| Piero Bucchi | Allenatori | Zare Markovski |

| Arbitri: | Lamonica D'Este Filippini |

|            |            |              |
| Lino Lardo | Allenatori | Piero Bucchi |

| Arbitri: | Sabetta Sahin Lanzarini |

|                 |            |              |
| Romeo Sacchetti | Allenatori | Piero Bucchi |

| Arbitri: | Paternicò Giansanti Lo Guzzo |

|              |            |                   |
| Piero Bucchi | Allenatori | Andrea Capobianco |

| Arbitri: | Cerebuch Duranti Seghetti |

|                 |            |              |
| Cesare Pancotto | Allenatori | Piero Bucchi |

| Arbitri: | Lamonica Pozzana Quacci |

|              |            |               |
| Piero Bucchi | Allenatori | Oktay Mahmuti |

| Arbitri: | Tola Reatto Lo Guzzo |

|                    |            |              |
| Ferdinando Gentile | Allenatori | Piero Bucchi |

| Arbitri: | Facchini Chiari Filippini |

|            |            |              |
| Luca Bechi | Allenatori | Piero Bucchi |

| Arbitri: | Lamonica Pozzana Caiazza |

|              |            |                   |
| Piero Bucchi | Allenatori | Simone Pianigiani |

#### Play-off

##### Quarti di finale
| Arbitri: | Sahin Tola D'Este |

|                   |            |              |
| Andrea Capobianco | Allenatori | Piero Bucchi |

| Arbitri: | Facchini Sabetta Seghetti |

|              |            |                   |
| Piero Bucchi | Allenatori | Andrea Capobianco |

| Arbitri: | Cerebuch Mattioli Chiari |

|                   |            |              |
| Andrea Capobianco | Allenatori | Piero Bucchi |

| Arbitri: | Paternicò Taurino Giansanti |

|              |            |                   |
| Piero Bucchi | Allenatori | Andrea Capobianco |

##### Semifinale
| Arbitri: | Cerebuch Pozzana Lo Guzzo |

|              |            |            |
| Piero Bucchi | Allenatori | Luca Bechi |

| Arbitri: | Lamonica D'Este Giansanti |

|            |            |              |
| Luca Bechi | Allenatori | Piero Bucchi |

| Arbitri: | Facchini Chiari Seghetti |

|              |            |            |
| Piero Bucchi | Allenatori | Luca Bechi |

| Arbitri: | Sabetta Taurino Lo Guzzo |

|            |            |              |
| Luca Bechi | Allenatori | Piero Bucchi |

##### Finale
| Arbitri: | Facchini Tola Sardella |

|                   |            |              |
| Simone Pianigiani | Allenatori | Piero Bucchi |

| Arbitri: | Paternicò D'Este Chiari |

|                   |            |              |
| Simone Pianigiani | Allenatori | Piero Bucchi |

| Arbitri: | Lamonica Taurino Giansanti |

|              |            |                   |
| Piero Bucchi | Allenatori | Simone Pianigiani |

| Arbitri: | Cerebuch Sabetta Pozzana |

|              |            |                   |
| Piero Bucchi | Allenatori | Simone Pianigiani |

### Eurolega

#### Regular Season
| Arbitri: | Voreadis Spiridonos Javor |

|                |            |              |
| Ettore Messina | Allenatori | Piero Bucchi |

| Arbitri: | Brazauskas Muhvic Garcia |

|              |            |              |
| Piero Bucchi | Allenatori | Ergin Ataman |

| Arbitri: | Ziemblicki Conde Koromilas |

|                 |            |              |
| Duško Vujošević | Allenatori | Piero Bucchi |

| Arbitri: | Belosevic Rocha Jasevicius |

|            |            |              |
| Joan Plaza | Allenatori | Piero Bucchi |

| Arbitri: | Bachar Kolar Geller |

|              |            |                       |
| Piero Bucchi | Allenatori | Aleksandar Trifunović |

| Arbitri: | Mouzakis Lottermoser Perea |

|              |            |                |
| Piero Bucchi | Allenatori | Ettore Messina |

| Arbitri: | Jungebrand Neskovic Boltauzer |

|              |            |              |
| Ergin Ataman | Allenatori | Piero Bucchi |

| Arbitri: | Pukl Gkontas Bulto |

|              |            |                 |
| Piero Bucchi | Allenatori | Duško Vujošević |

| Arbitri: | Brazauskas Dozai Vojinovic |

|              |            |            |
| Piero Bucchi | Allenatori | Joan Plaza |

| Arbitri: | Arteaga Viator Radović |

|                       |            |              |
| Aleksandar Trifunović | Allenatori | Piero Bucchi |

#### Top 16
| Arbitri: | Arteaga Dozai Vojinovic |

|              |            |                      |
| Piero Bucchi | Allenatori | Panagiōtīs Giannakīs |

| Arbitri: | Drabikowski Radovic Boltauzer |

|               |            |              |
| Tomas Pačėsas | Allenatori | Piero Bucchi |

| Arbitri: | Voreadis Christodoulou Chambon |

|                |            |              |
| Duško Ivanović | Allenatori | Piero Bucchi |

| Arbitri: | Brazauskas Belosevic Rocha |

|              |            |                |
| Piero Bucchi | Allenatori | Duško Ivanović |

| Arbitri: | Pukl Ziemblicki Ankarali |

|                      |            |              |
| Panagiōtīs Giannakīs | Allenatori | Piero Bucchi |

| Arbitri: | Spiridonos Perez Ciulin |

|              |            |               |
| Piero Bucchi | Allenatori | Tomas Pačėsas |